# Cnezo
Cnezo (em latim: cnezus/knezus; em croata: knez; em sérvio: кнез; romaniz.: knez; em búlgaro: княз; romaniz.: knyaz) é um título eslavo encontrado na maioria das línguas eslavas e que denota um status nobiliárquico real. Ele é geralmente traduzido como "príncipe" ou, mais raramente, como "duque", mas nenhuma das duas formas é suficientemente acurada pois "cnezo" é uma palavra derivada do proto-germânico kuningaz (rei). Nas fontes latinas, o título é geralmente traduzido como conde (comes) ou príncipe (princeps). O termo ainda era utilizado no início do século XX entre os nobres eslavos.
Atualmente, o termo cnezo é ainda utilizado como a tradução mais comum de "príncipe" nas literaturas da Bósnia, Croácia e Sérvia. Outra tradução possível é kraljević (em esloveno:  kraljevič), que significa "pequeno rei" ou "real", como em Kraljević Marko, embora o termo seja utilizado para se referir a um príncipe ou princesa de linhagem real, filho ou filha de um rei. Knez é atualmente um sobrenome muito comum em alguns países da antiga Iugoslávia, principalmente a Croácia, Montenegro e Sérvia, mas também entre imigrantes na Eslovênia e na Bósnia.
A forma feminina, transliterada do búlgaro e do russo é knyaginya (em russo:  княгиня) — kniahynia; em croata: kneginja. Em russo, a filha de um cnezo é uma knyazhna (em russo:  княжна); em croata: kneginjica, e o filho, knyazhich (em russo:  княжич); em croata: knežević.
O título é pronunciado e escrito de forma similar em diferentes línguas europeias. Em croata, bósnio e nas línguas eslavas ocidentais, como o polonês e o sérvio, a palavra adquiriu depois o significado de "senhor" e, em tcheco, polonês e eslovaco, passou a significar também "padre" (kněz, ksiądz, kňaz) e "duque" (knez, kníže, książę, knieža).

## Etimologia

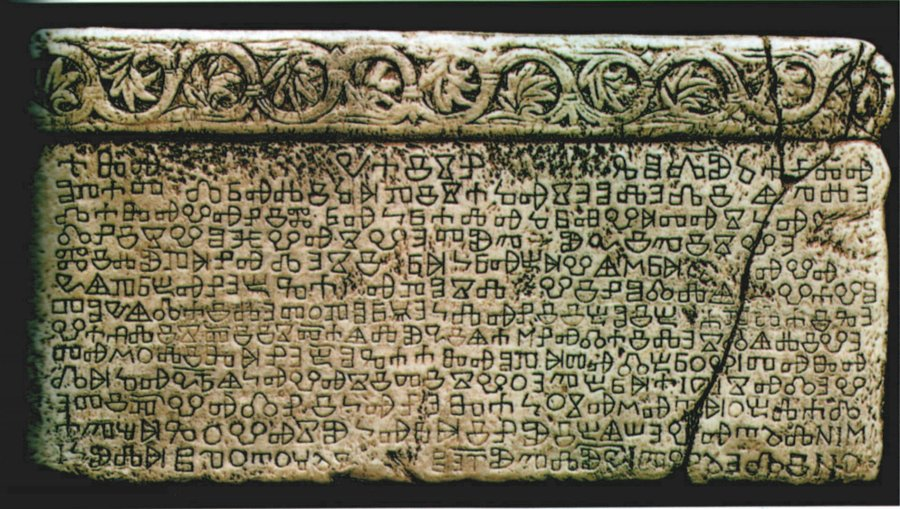
Na região populada pelos eslavos do sul, o título cnezo foi atestado pela primeira vez no Tablete Glagolítico de Baška, do início do século XII e encontrado na ilha de Krk, na moderna Croácia.

A etimologia de cnezo é, em última instância, cognata do inglês king, o alemão König e o sueco konung ("rei"). É possível que o termo seja um empréstimo muito primitivo do termo Kuningaz da já extinta língua proto-germânica, também encontrada no finlandês e no estoniano (Kuningas).

## Idade Média
O significado do termo mudou bastante durante a história. Inicialmente era utilizado para se referir um líder tribal. Posteriormente, com o desenvolvimento de estados feudais, tornou-se o título do monarca e, entre os eslavos orientais como os rus', tradicionalmente significava ducado ou principado (em russo:  княжество - kniazhestvo; em ucraniano:  князівство - kniazivstvo). Nas fontes medievais latinas, aparecia geralmente como rei ou duque.
Na Bulgária, Simeão I assumiu o título de czar em 913 e na Rússia de Quieve, conforme crescia o grau de centralização, o monarca passou a ser chamado de grão-cnezo (Великий Князь, velikiy knyaz; lit. "grão-príncipe ou grão-duque; fem.: velikaya knyaginya). Ele governava um Velikoe Knyazhestvo (Великое Княжество) (grão-ducado) subdividido em estados vassalos menores (udel, udelnoe kniazhestvo ou volost) governados por um udelny kniaz ou simplesmente cnezo.
Quando a Rússia de Quieve se fragmentou no século XIII, o título de cnezo continuou a ser utilizado pelas tribos eslavas do oriente, incluindo Quieve, Czernicóvia, Novogárdia, Premíslia, Vladimir-Susdália, Moscóvia, Tuéria, Galícia-Volínia e no Grão-Ducado da Lituânia.

## Rússia
Conforme o Czarado da Rússia conseguiu predominar sobre a maior parte do território antigo da Rússia de Quieve, o grão-cnezo Ivã IV da Rússia, em 1547, foi coroado czar. A partir do século XVIII, o título foi ressuscitado para ser utilizado pelos filhos e netos, pelo lado paterno, dos imperadores russos.
Cnezo também continuou como um título hereditário na nobreza russa descendente pelo lado paterno de Rodrigo (Rurik; como os Belozersky, Belosselsky-Belozersky, Repnin, Gorchakov) ou Gediminas (Galitzine, Troubetzkoy). Membros dos ruríquidas e dos gedimínidas eram chamados de "príncipe" quando governavam seus minúsculos principados medievais semi-independentes e, depois que eles foram absorvidos pela Moscóvia, as famílias se mudaram para a corte na capital e receberam autorização para manterem seus títulos.
A partir do século XVIII, o título ainda era ocasionalmente concedido pelo czar: a primeira vez por Pedro, o Grande, ao seus aliado Alexandre Menshikov) e novamente por Catarina, a Grande, ao seu amante Gregório Potemkin. Depois de 1801, com a incorporação da Geórgia ao Império Russo, os variados títulos dos nobres locais foram traduzidos para o russo como cnezos, o que provocou grande controvérsia. De forma similar, muitos pequenos nobres tártaros afirmara seu direito de serem chamados cnezos por serem descendentes de Gengis Cã.
Finalmente, durante o período do Império (1809-1917), a Finlândia era oficialmente chamada de Grão-Ducado da Finlândia (ou Grão-Principado) (em finlandês:  Suomen suuriruhtinaskunta; em sueco:  Storfurstendömet Finland; em russo:  Velikoye Knyazhestvo Finlyandskoye).

## Balcãs
No século XIX, o termo cnezo foi ressuscitado para fazer referência aos nobres semi-independentes da região como Alexandre Karađorđević e Alexandre de Batemberga. Antes de Batemberga, o título havia sido utilizado pela última vez por Simeão I durante o remoto Primeiro Império Búlgaro (séculos IX - X).
Depois da independência da Bulgária em 1908, o cnezo Fernando se tornou o czar Fernando e os termos cnezo e knyaginya começaram a ser utilizados pelos filhos do imperador - o herdeiro do trono, por exemplo, era chamado de cnezo de Tarnovo (Knyaz Tarnovski).
Em partes da Sérvia e do oeste da Bulgária, knez era o título informal do ancião ou prefeito da vila ou zadruga até o século XIX.